# Viola langeana
Viola langeana är en violväxtart som beskrevs av David Henriques Valentine. Viola langeana ingår i släktet violer, och familjen violväxter. Inga underarter finns listade i Catalogue of Life.